# Arcibiskupské vinné sklepy (Kroměříž)
Arcibiskupské vinné sklepy v Kroměříži v ulici Na Kopečku 1487 jsou nedílnou součástí národní kulturní památky arcibiskupského zámeckého areálu v Kroměříži. Veškerá produkce zdejších vín je více než 750 let pod církevní kontrolou.
Arcibiskupské sklepy v Kroměříži nabízí mj. prohlídku historických prostor s degustací a prodejem vín nebo posezení v příjemném prostředí mezi sudy.

## Historie

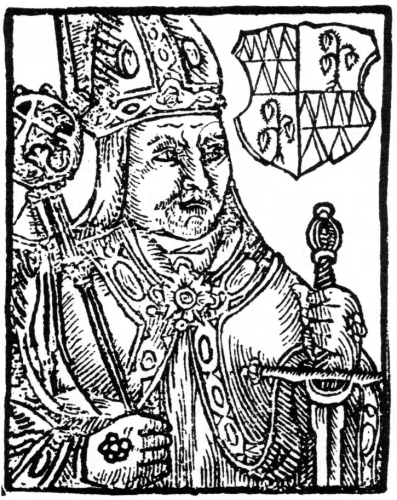
Zakladatel kroměřížských vinných sklepů, olomoucký biskup Bruno ze Schauenburku

Vinné sklepy byly založeny v roce 1266, kdy tehdejší biskup Bruno ze Schauenburku nechal vysázet révu a vyhloubit základy. V roce 1345 získalo rozhodnutím krále Karla IV. kroměřížské arcibiskupské vinařství jako jediné ve střední Evropě výsadu vyrábět mešní víno podle vatikánského standardu. Zde uložená vína musí splňovat přísné podmínky, musejí být čistě přírodní, neslazená a bez jakýchkoliv chemických přísad.
V období před  druhou světovou válkou byl ředitelem  Vinařského družstva Unitas (tehdejší název arcibiskupských sklepů) páter Alois Šebela.

## Výroba vína
Všechny zdejší odrůdy pocházejí z Moravy, konkrétně ze slovácké podoblasti, kde se réva pěstuje na vlastních vinicích v Hluku (viniční trať Husí hora) a kde se také zpracovávají všechny hrozny a od roku 2019 také na nové vinici na Velehradě (viniční trať Chmelnice).
Kroměřížské vinné sklepy mají díky své hloubce 6,5 m ideální podmínky pro zrání vína. Stolní víno zraje v dřevěných sudech při teplotě 9 až 11 °C. Největší sud má obsah 19 280 litrů a je podepřen výztuhami, nejstarší sud je z roku 1805.

## Současnost

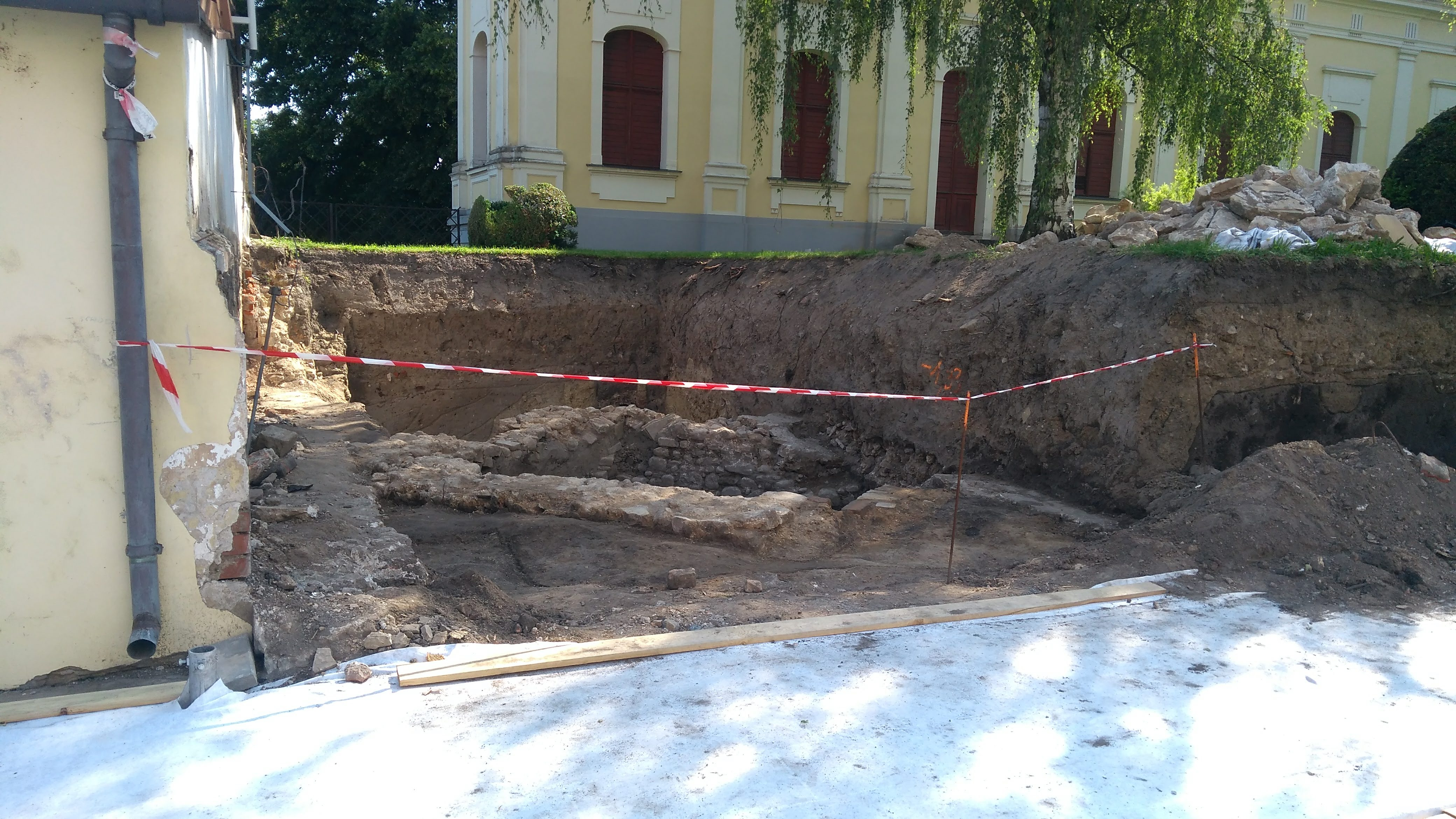
Pozůstatky předsunuté středověké bašty

V roce 2020 došlo během zemních prací mezi Mlýnskou bránou a Arcibiskupskými vinnými sklepy k odkryvu pozůstatků zděné konstrukce menší předsunuté bašty. Baštu, která měla zesílit obranu města směrem k severu lze podle předběženého rozboru položit někam do období kolem roku 1500.
Patrně byla v průběhu 16. až 17. století dvakrát stavebně upravována.